# Obligación tributaria en España
Como consecuencia de la aplicación de los tributos, según la legislación española, se entiende que se forman obligaciones y deberes, derechos y potestades, los cuales configuran la relación jurídico-tributaria entre el obligado tributario y la Administración. Por consiguiente, la obligación tributaria puede definirse como aquella englobada dentro de la relación jurídico-tributaria, que surge como consecuencia de la aplicación de los tributos. Si se incumple la obligación tributaria, viene la sanción tributaria. Son, entonces, conceptos distintos el de obligación tributaria y sanción tributaria.
Los actos y convenios de los particulares, más allá de sus consecuencias jurídico-privadas, no pueden alterar los elementos de la obligación tributaria de cara a la Administración.
Una primera clasificación de las obligaciones tributarias diferencia entre 
- las materiales
- y las formales.[2]

## Obligaciones tributarias materiales
La ley define como tales a 
- las de carácter principal,
- las de realizar pagos a cuenta,
- las establecidas entre particulares resultantes del tributo
- las accesorias.[4]

### Obligación tributaria principal
Es una obligación de dar, que tiene como objeto el pago de la cuota tributaria.
La realización del hecho imponible por el contribuyente, siempre que no sea encuadrable en algún caso de exención, es lo que justifica el derecho de la Administración a exigir la obligación tributaria principal.
El momento en que se asume realizado el hecho imponible, el devengo, marca el origen de esta obligación de dar, en esencia, no líquida, que podrá, según estipule la Ley específica de cada tributo, ser exigible y liquidable -la cuota tributaria o parte de la misma- en otro momento diferente al del devengo.
El establecimiento de la posibilidad de plasmar la exigibilidad de la obligación tributaria principal en una parte de la cuota tributaria y en un momento posterior al del devengo abre camino teórico a la obligación independiente de adelantar pagos de la cuota tributaria.

### Obligación tributaria de realizar pagos a cuenta
Consiste en satisfacer un importe a la Administración tributaria.
Si bien estos pagos son "a cuenta de la obligación tributaria principal", esto es, son adelantos de la cuota tributaria, y el contribuyente puede deducir dichos importes (u otros de cantidades distintas, si la Ley específica del tributo lo permite) de la obligación tributaria principal, la obligación de adelantar estos pagos parciales es definida, por la Ley, como de carácter autónomo respecto de la obligación tributaria principal.
Esta es una fórmula para adelantar importes, a cuenta de la cuota tributaria, durante el propio período impositivo, antes de que se produzca el devengo de un hecho imponible, sobre el que ya hay indicios de que acontecerá en el futuro.
Los obligados tributarios que satisfacen dichos preceptivos pagos anticipados a la Administración tributaria son:
- el propio contribuyente, obligado a realizar pagos fraccionados,
- o terceras personas:
  - el retenedor
  - y el obligado a realizar ingresos a cuenta.[16]

### Obligaciones entre particulares resultantes del tributo
Son aquellas que se establecen, con objeto de una prestación de carácter tributario, entre obligados tributarios.
Pueden generarse, entre otros, por actos, previstos legalmente, de
- retención
- ingreso a cuenta
- o repercusión.[18]